# 농장주 계급

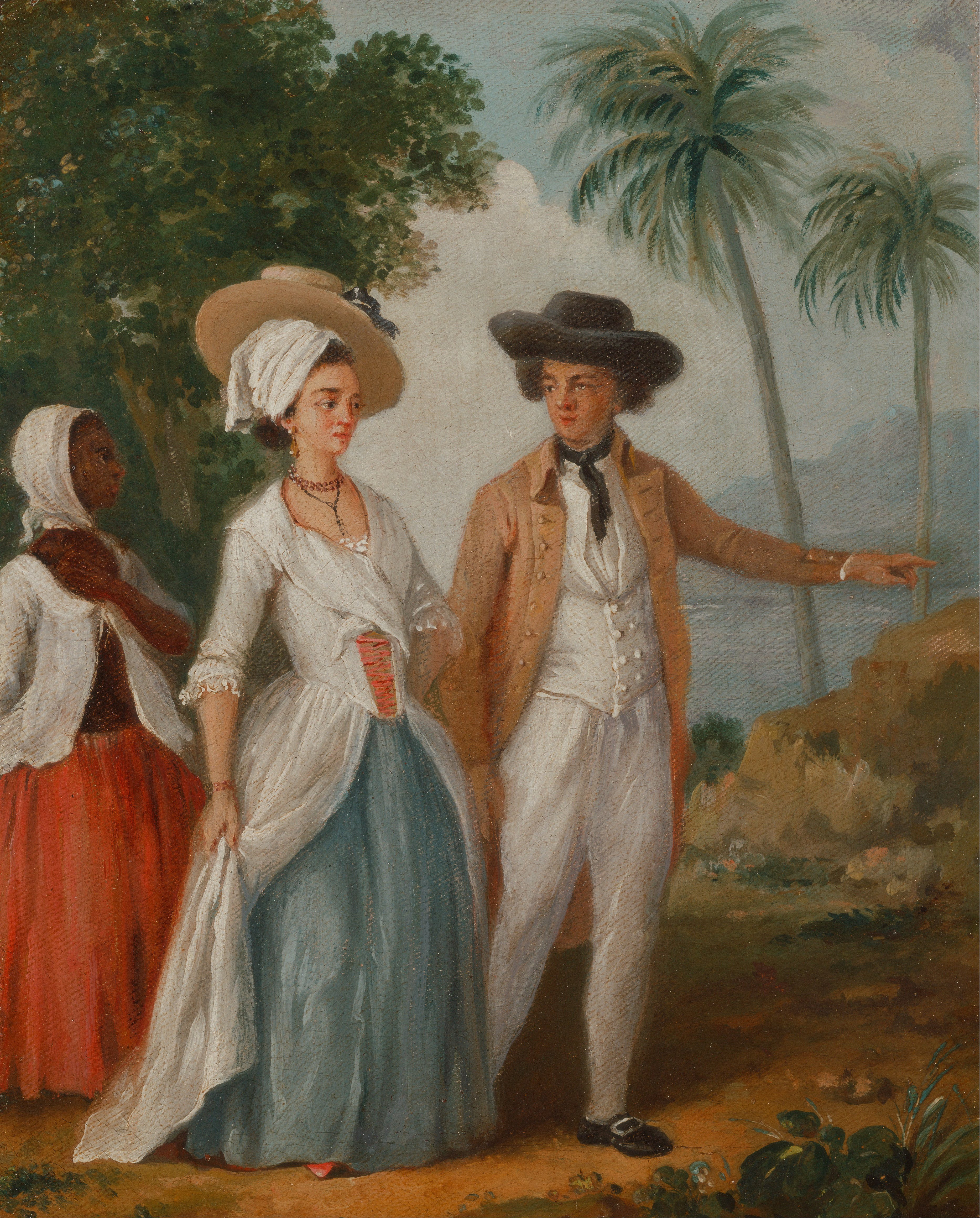

농장주 계급(planter class)은 근세에 유럽인들이 아메리카에 식민지를 세우면서 출현한 인종-사회-경제적 계급이다.
유럽인 이민자 출신인 그들은 유럽과 아메리카에서 수요가 높은 상품작물을 대규모로 재배하는 플랜테이션을 소유하고, 노예 및 하인을 노동력으로 삼은 강제노동으로 플랜테이션을 운영했다. 이들의 대농장은 집약적 플랜테이션 농업이 가능할 정도로 토질이 비옥한 열대기후 지역에 주로 형성되었다. 주요 상품작물로는 담배, 사탕수수, 목화, 쪽, 커피, 차, 카카오, 시살, 대마, 고무나무, 과일 등이 있었다.
19세기 중엽부터 유럽과 아메리카에서 노예제 폐지운동이 나타나자 농장주 계급은 이에 격렬히 저항했다. 그러나 시대의 대세를 막을 수는 없어서 1888년 브라질을 마지막으로 아메리카에서 노예제는 폐지되었다. 노예노동이 금지되자 농장주 계급은 경제적으로 급속히 몰락하였고, 20세기가 되면 사회적 영향력을 완전히 잃고 소멸했다. 농장주 계급이 소멸한 정확한 이유와 그들이 인종자본주의에서 수행한 역할은 오늘날 역사학자들 사이에서 논쟁의 대상이 되고 있다.